# 贝恩德·克劳斯
贝恩德·克劳斯（德語：Bernd Krauß，1953年6月15日—），德国男子赛艇运动员。他曾代表东德参加1980年夏季奥林匹克运动会赛艇比赛，获得男子八人单桨有舵手金牌。